# Federico V d'Assia-Homburg
Federico V d'Assia-Homburg (Homburg, 30 gennaio 1748 – Homburg, 20 gennaio 1820) fu langravio d'Assia-Homburg dal 1751 al 1820.

## Biografia
La vita di Federico V d'Assia-Homburg copre un arco di tempo ricco di avvenimenti che portarono a molti cambiamenti nella geopolitica dell'Europa.
Nato nell'Ancien Régime, Federico dovette affrontare la Rivoluzione francese e la consequenziale ascesa al potere di Napoleone, con la successiva riorganizzazione della Germania e dell'Europa attraverso il Congresso di Vienna.
Suo padre era Federico IV d'Assia-Homburg, mentre sua madre era Ulrica Luisa di Solms-Braunfels (1731–1792), figlia del principe Federico Guglielmo di Solms-Braunfels.

### Infanzia
Nel 1748 Federico V venne contestato per i propri diritti ereditari sull'Assia-Homburg da Luigi VIII d'Assia-Darmstadt, che desiderava riunire l'Assia-Homburg con l'Assia-Darmstadt e che nel 1747 aveva inviato le proprie truppe nell'Assia-Homburg con questo intento. Suo padre, Federico IV d'Assia-Homburg, era morto nel 1751 e Ulrica Luisa di Solms-Braunfels (sua madre) e Carlotta di Solms (sua nonna) fecero valere gli interessi del giovane Federico V. Alexandre de Sinclair, padre del diplomatico Isaac de Sinclair, era un uomo pio e intelligente e venne scelto come educatore del giovane Federico. Egli si preoccupò di insegnare al nuovo langravio la filosofia, la matematica e le lettere, oltre che il pianoforte, di cui Federico V fu un vero appassionato.

### Il regno
Nel 1795 il generale Jean-Baptiste Jourdan invase i territori del Reno, tra cui figurava anche l'Assia-Homburg, che venne occupato dalle truppe francesi e dovette anche mantenere il sostentamento degli invasori.
Nel 1798 i generali Laurent de Gouvion Saint-Cyr e Michel Ney installarono il loro quartier generale nel castello di Homburg, residenza ufficiale della casata d'Assia-Homburg.
Federico V si rifiutò di aderire alla Confederazione del Reno e nel 1806 perdette ogni potere sul Langraviato d'Assia-Homburg, che passò al langravio Luigi IX d'Assia-Darmstadt.  Con l'esilio di Napoleone all'isola di Sant'Elena, Federico V riottenne l'Assia-Homburg. Nel 1815, grazie al Congresso di Vienna, Federico poté annettere ai propri domini anche Meisenheim (nell'antico distretto del Birkenfeld, situato nell'antico dipartimento della Saar). Il 7 luglio 1817 Federico V aderì alla Confederazione tedesca e il suo divenne lo stato più piccolo della confederazione, con i suoi 221 kmq, dopo il Principato di Liechtenstein.
Federico V morì il 20 gennaio 1820 e venne sepolto nella cripta del castello di Homburg.

### Federico V appassionato di letteratura
Dagli scambi epistolari con Johann Kaspar Lavater, Voltaire, Jean Baptiste d'Alambert e Albrecht von Haller, sappiamo che Federico V fu in contatto con i personaggi luminari dei suoi tempi. Egli fu amico del poeta tedesco Friedrich Hölderlin. Johann Wolfgang von Goethe trascorse un breve soggiorno a Homburg.
Massone, Federico V fu membro della loggia Friedrich zum Nordstern (ossia Federico alla Stella polare).

## Famiglia
Il 27 settembre 1768 Federico V sposò Carolina d'Assia-Darmstadt (1746-1821), (figlia di Luigi IX d'Assia-Darmstadt e Carolina del Palatinato-Zweibrücken-Birkenfeld). Da questa unione nacquero i seguenti figli:
- Federico (1769-1829), langravio d'Assia-Homburg dal 1820 al 1829, nel 1818 sposò la principessa Elisabetta del Regno Unito (1770-1840), (figlia del re Giorgio III);
- Carolina Luisa (1771-1854), nel 1791 sposò il principe Luigi Federico II di Schwarzburg-Rudolstadt (1767-1807);
- Luisa Ulrica (1772-1854), nel 1793 sposò il principe Carlo Gundicaro di Schwarzburg-Rudolstadt (1773-1825);
- Luigi Guglielmo (1770-1839), langravio d'Assia-Homburg dal 1829 al 1839, nel 1804 sposò Augusta di Nassau-Usingen (m. 1846) (figlia del duca Federico di Nassau-Usingen), da cui divorziò nel 1805;
- Paolo (1775-1776);
- Amalia d'Assia-Homburg (1774-1846), nel 1792 sposò Federico, principe di Anhalt-Dessau (1769-1814);
- Augusta (1776-1871), nel 1818 sposò Federico Ludovico di Meclemburgo-Schwerin (1778-1819);
- Vittorio (1778-1780);
- Filippo (1779-1846), langravio d'Assia-Homburg dal 1839 al 1846, nel 1838 sposò Antonia Potoschnigg (1806-1845), contessa di Naumburg;
- Gustavo (1781-1848), langravio d'Assia-Homburg dal 1846 al 1848, nel 1818 sposò Luisa Federica di Anhalt-Dessau (m. 1858, sua nipote, figlia di sua sorella Amalia);
- Ferdinando (1783-1886), langravio d'Assia-Homburg dal 1848 al 1866;
- Maria Anna (1785-1846), nel 1804 sposò Guglielmo di Prussia (1783-1851), (figlio di Federico Guglielmo II di Prussia);
- Leopoldo (1787-1813).

## Ascendenza
|                                             |                                                  |                                                     | Genitori                                         |  |  | Nonni |  |  | Bisnonni                       |  |  | Trisnonni                      |  |
|                                             |                                                  |                                                     |                                                  |  |  |       |  |  | 8. Federico II d'Assia-Homburg |  |  | 16. Federico I d'Assia-Homburg |  |
|                                             |                                                  |                                                     |                                                  |  |  |       |  |  | 8. Federico II d'Assia-Homburg |  |  | 16. Federico I d'Assia-Homburg |  |
|                                             |                                                  | 17. Margherita Elisabetta di Leiningen-Westerburg   |                                                  |  |  |       |  |  | 8. Federico II d'Assia-Homburg |  |  |                                |  |
| 4. Casimiro Guglielmo d'Assia-Homburg       |                                                  |                                                     |                                                  |  |  |       |  |  | 8. Federico II d'Assia-Homburg |  |  |                                |  |
|                                             |                                                  | 9. Luisa Elisabetta di Curlandia                    | 18. Giacomo Kettler                              |  |  |       |  |  |                                |  |  |                                |  |
|                                             |                                                  | 9. Luisa Elisabetta di Curlandia                    | 18. Giacomo Kettler                              |  |  |       |  |  |                                |  |  |                                |  |
|                                             |                                                  | 9. Luisa Elisabetta di Curlandia                    | 19. Luisa Carlotta di Brandeburgo                |  |  |       |  |  |                                |  |  |                                |  |
| 2. Federico IV d'Assia-Homburg              |                                                  | 9. Luisa Elisabetta di Curlandia                    |                                                  |  |  |       |  |  |                                |  |  |                                |  |
|                                             |                                                  | 10. Guglielmo Maurizio di Solms-Braunfels           | 20. Guglielmo II di Solms-Greifenstein           |  |  |       |  |  |                                |  |  |                                |  |
|                                             |                                                  | 10. Guglielmo Maurizio di Solms-Braunfels           | 20. Guglielmo II di Solms-Greifenstein           |  |  |       |  |  |                                |  |  |                                |  |
|                                             |                                                  | 10. Guglielmo Maurizio di Solms-Braunfels           | 21. Giovanetta Sibilla di Solms-Hohensolms       |  |  |       |  |  |                                |  |  |                                |  |
| 5. Cristina Carlotta di Solms-Braunfels     |                                                  | 10. Guglielmo Maurizio di Solms-Braunfels           |                                                  |  |  |       |  |  |                                |  |  |                                |  |
|                                             |                                                  | 11. Maddalena Sofia d'Assia-Homburg                 | 22. Guglielmo Cristoforo d'Assia-Homburg         |  |  |       |  |  |                                |  |  |                                |  |
|                                             |                                                  | 11. Maddalena Sofia d'Assia-Homburg                 | 22. Guglielmo Cristoforo d'Assia-Homburg         |  |  |       |  |  |                                |  |  |                                |  |
|                                             |                                                  | 11. Maddalena Sofia d'Assia-Homburg                 | 23. Sofia Eleonora d'Assia-Darmstadt             |  |  |       |  |  |                                |  |  |                                |  |
| 1. Federico V d'Assia-Homburg               |                                                  | 11. Maddalena Sofia d'Assia-Homburg                 |                                                  |  |  |       |  |  |                                |  |  |                                |  |
|                                             | 12. Guglielmo Maurizio di Solms-Braunfels (= 10) | 24. Guglielmo II di Solms-Greifenstein (= 20)       |                                                  |  |  |       |  |  |                                |  |  |                                |  |
|                                             | 12. Guglielmo Maurizio di Solms-Braunfels (= 10) | 24. Guglielmo II di Solms-Greifenstein (= 20)       |                                                  |  |  |       |  |  |                                |  |  |                                |  |
|                                             | 12. Guglielmo Maurizio di Solms-Braunfels (= 10) | 25. Giovanetta Sibilla di Solms-Hohensolms (= 21)   |                                                  |  |  |       |  |  |                                |  |  |                                |  |
| 6. Federico Guglielmo di Solms-Braunfels    | 12. Guglielmo Maurizio di Solms-Braunfels (= 10) |                                                     |                                                  |  |  |       |  |  |                                |  |  |                                |  |
|                                             |                                                  | 13. Maddalena Sofia d'Assia-Homburg (= 11)          | 26. Guglielmo Cristoforo d'Assia-Homburg (= 22)  |  |  |       |  |  |                                |  |  |                                |  |
|                                             |                                                  | 13. Maddalena Sofia d'Assia-Homburg (= 11)          | 26. Guglielmo Cristoforo d'Assia-Homburg (= 22)  |  |  |       |  |  |                                |  |  |                                |  |
|                                             |                                                  | 13. Maddalena Sofia d'Assia-Homburg (= 11)          | 27. Sofia Eleonora d'Assia-Darmstadt (= 23)      |  |  |       |  |  |                                |  |  |                                |  |
| 3. Ulrica Luisa di Solms-Braunfels          |                                                  | 13. Maddalena Sofia d'Assia-Homburg (= 11)          |                                                  |  |  |       |  |  |                                |  |  |                                |  |
|                                             |                                                  | 14. Carlo Ottone di Solms-Laubach-Utphe-Tecklenburg | 28. Giovanni Federico di Solms-Baruth-Wildenfels |  |  |       |  |  |                                |  |  |                                |  |
|                                             |                                                  | 14. Carlo Ottone di Solms-Laubach-Utphe-Tecklenburg | 28. Giovanni Federico di Solms-Baruth-Wildenfels |  |  |       |  |  |                                |  |  |                                |  |
|                                             |                                                  | 14. Carlo Ottone di Solms-Laubach-Utphe-Tecklenburg | 29. Benigna di Promnitz                          |  |  |       |  |  |                                |  |  |                                |  |
| 7. Sofia Maddalena Benigna di Solms-Laubach |                                                  | 14. Carlo Ottone di Solms-Laubach-Utphe-Tecklenburg |                                                  |  |  |       |  |  |                                |  |  |                                |  |
|                                             |                                                  | 15. Luisa Albertina di Schönburg-Hartenstein        | 30. Ottone Ludovico di Schönburg-Hartenstein     |  |  |       |  |  |                                |  |  |                                |  |
|                                             |                                                  | 15. Luisa Albertina di Schönburg-Hartenstein        | 30. Ottone Ludovico di Schönburg-Hartenstein     |  |  |       |  |  |                                |  |  |                                |  |
|                                             |                                                  | 15. Luisa Albertina di Schönburg-Hartenstein        | 31. Sofia Maddalena di Leiningen-Westerburg      |  |  |       |  |  |                                |  |  |                                |  |
|                                             |                                                  | 15. Luisa Albertina di Schönburg-Hartenstein        |                                                  |  |  |       |  |  |                                |  |  |                                |  |